# Norsk Folkemuseum
Il Norsk Folkemuseum (letteralmente Museo popolare norvegese) è un museo all'aperto di Oslo, in Norvegia. Si trova sulla penisola di Bygdøy, dove sorgono anche altri musei importanti quali il museo Kon-Tiki, il museo Fram e il Museo delle navi vichinghe

## Storia
Il museo è stato fondato da Hans Aall nel 1881 a partire da alcuni edifici collezionati da re Oscar II di Svezia tra cui la Stavkirke di Gol: fu il primo esempio di museo all'aperto del mondo. Dal 1898 ha la sua sede nella penisola di Bygdøy, vicino a Oslo. Ha aperto al pubblico nel 1901.

## Collezione
Il Norsk Folkemuseum è il più grande museo di storia culturale della Norvegia e comprende 160 edifici provenienti da diverse aree del paese e risalenti a periodi storici diversi. 
Tra gli edifici medievali compresi nella collezione spicca la Stavkirke di Gol risalente al 1200.
Gli edifici sono suddivisi in tre collezioni:
- La collezione di Oscar II che oltre alla chiesa di Gol comprende alcuni edifici rurali antichi
- Gli edifici rurali, raggruppati per contea, provenienti da aree diverse della Norvegia, in genere databili tra XIII e XVIII secolo
- La vecchia città che comprende diversi edifici dell'antica Christiania e dei suoi sobborghi, spesso contenenti all'interno ricostruzioni di botteghe (operanti), period rooms ed esposizioni di oggetti d'arte e di vita quotidiana.

Oltre agli edifici il museo comprende mostre permanenti dedicate ai costumi popolari, all'arte popolare, all'arte religiosa, alla cultura sami, alla storia del lavoro a maglia e ad altri temi.
Il museo è amministrato da una fondazione chiamata Stiftelsen Norsk Folkemuseum che amministra altri cinque musei tra i quali il Norsk Maritimt Museum.